# Адміністративний устрій Широківського району
Адміністративний устрій Широківського району — адміністративно-територіальний поділ Широківського району Дніпропетровської області на 2 селищні ради та 9 сільських рад, які об'єднують 68 населених пунктів та підпорядковані Широківській районній раді. Адміністративний центр — смт Широке.

## Список радШироківського району
| №  | Назва                           | Центр            | Населені пункти | Площа км² | Місце за площею | Населення (2001), чол. | Місце за населенням |
| -- | ------------------------------- | ---------------- | --- | --------- | --------------- | ---------------------- | ------------------- |
| 1  | Миколаївська селищна рада       | смт Миколаївка   | смт Миколаївка с. Вишневе с. Зелений Гай с. Карпівка с. Розівка с. Тихий Став с. Цвіткове с. Широка Дача                                                                        |           |                 |                        |                     |
| 2  | Широківська селищна рада        | смт Широке       | смт Широке |           |                 |                        |                     |
| 3  | Андріївська сільська рада       | c. Андріївка     | c. Андріївка с. Веселий Став с. Городуватка с. Могилівка с. Радевичеве |           |                 |                        |                     |
| 4  | Зеленобалківська сільська рада  | c. Зелена Балка  | c. Зелена Балка с. Курганка с. Макарівка с. Нове с. Червоний Ранок с. Шведове                                                                                                   |           |                 |                        |                     |
| 5  | Новолатівська сільська рада     | c. Новолатівка   | c. Новолатівка с. Інгулець с. Латівка с. Новоселівка с. Стародобровільське |           |                 |                        |                     |
| 6  | Новомалинівська сільська рада   | c. Новомалинівка | c. Новомалинівка с. Дем'янівка с. Зелений Став с. Казанківка с. Мирне с. Малинівка с. Олександрія с. Полтавка с. Червоне с. Плугатар с. Широка Долина с. Яблунівка с. Явдотівка |           |                 |                        |                     |
| 7  | Олександрівська сільська рада   | c. Олександрівка | c. Олександрівка с. Нове Життя |           |                 |                        |                     |
| 8  | Розилюксембурзька сільська рада | c. Гречані Поди  | c. Гречані Поди с. Калинівка с. Красний Під с. Миролюбівка с. Свистунове с. Трудолюбівка                                                                                        |           |                 |                        |                     |
| 9  | Степова сільська рада           | c. Степове       | c. Степове с. Водяне с. Кравці с. Кряжове с. Озерне с. Подове с. Пологи |           |                 |                        |                     |
| 10 | Благодатнівська сільська рада   | c. Благодатне    | c. Благодатне с. Весела Дача с. Григорівка с. Дачне с. Запоріжжя с. Кошове с. Надія с. Новоукраїнка с. Одрадне с. Оленівка с. Подидар с. Спаське                                |           |                 |                        |                     |
| 11 | Шестірнянська сільська рада     | c. Шестірня      | c. Шестірня с. Ганнівка с. Новокурське |           |                 |                        |                     |